# Râul Pădurani
Râul Pădurani este un afluent al râului Bega. 

## Hărți
- Harta județului Timiș